# Delano Williams
Delano Williams (Isla Gran Turca, Reino Unido, 23 de diciembre de 1993) es un atleta británico, especialista en la prueba de 4x400 m, con la que ha logrado ser medallista de bronce mundial en 2015.

## Carrera deportiva
En el Mundial de Pekín 2015 ganó la medalla de bronce en los relevos 4x400 m, tras los estadounidenses y trinitenses, siendo sus compañeros de equipo: Rabah Yousif, Jarryd Dunn y Martyn Rooney.